# Lamed

Lamed

Lamed (למד) ist der zwölfte Buchstabe im Hebräischen Alphabet. Er hat den Zahlenwert 30.

## Geschichte
Der hebräische Buchstabe Lamed hat den gleichen historischen Hintergrund wie das phönizische Lamed, von dem sich das griechische Lambda und das lateinische L ableiten.

## Beispiele
- לאה Lea
- לבן Laban, biblischer Name
- לוט Lot
- לוי Levi
- לילה (laylah) = Nacht

## Zeichenkodierung
| Unicode Codepoint | U+05dc              |
| Unicode-Name      | HEBREW LETTER LAMED |
| HTML              | &#1500;             |
| ISO 8859-8        | 0xec                |